# Samsung Galaxy J4 Core
Samsung Galaxy J4 Core es un teléfono inteligente Android fabricado por Samsung Electronics y fue lanzado en octubre de 2018. Es el segundo teléfono inteligente basado en Android Go fabricado por Samsung después del J2 Core.

## Especificaciones

### Hardware
El Galaxy J4 Core funciona con un SoC Snapdragon 425 que incluye una CPU ARM Cortex A-53 de cuatro núcleos a 1,4 GHz, una GPU Adreno 308 con 1 GB de RAM y 16 GB de almacenamiento interno que se puede actualizar hasta 512 GB mediante una tarjeta microSD.
Tiene una pantalla IPS LCD de 6.0 pulgadas con resolución HD ready. La cámara trasera de 8 MP tiene una apertura de f/2.2 y cuenta con autofoco, flash LED y video Full HD. La cámara frontal tiene 5 MP con apertura f/2.2 y cuenta con flash LED.

### Software
El Galaxy J4 Core se envía con Android 8.1 "Oreo" y la interfaz de usuario Experience de Samsung. El dispositivo utiliza una versión especial de Android que se denomina Go Edition y se desarrolló para teléfonos inteligentes de gama baja.